# Circuito playero de Daytona

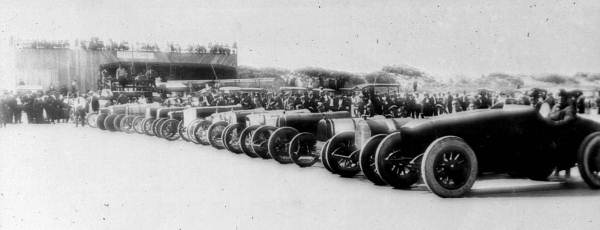
W. K. Vanderbilt, A. MacDonald y H. T. Thomas en 1905

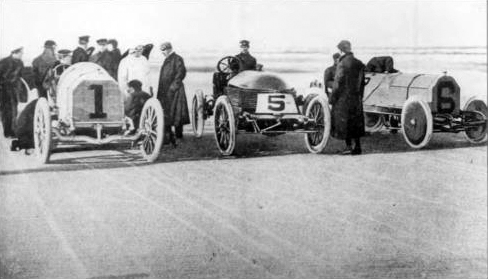
Prueba de velocidad en Daytona en 1922

El circuito playero de Daytona es un circuito de carreras temporal ubicado cerca del balneario de Daytona Beach, condado de Volusia, estado de Florida, Estados Unidos, donde hoy se ubica el poblado de Ponce Inlet. Se utilizó entre las décadas de 1900 y 1950 para carreras de automovilismo de velocidad y pruebas de velocidad máxima.
Entre las décadas de 1900 y 1930, la playa recibió a automóviles construidos para batir récords de velocidad sobre tierra, aprovechando la arena compacta de la zona. Entre los pilotos que visitaron dicha playa se encuentran Barney Oldfield, Henry Segrave, Malcolm Campbell, Ray Keech, Frank Lockhart y Lee Bible. Segrave marcó 327,97 km/h en marzo de 1927 con su Mystery, luego 372,459 km/h en marzo de 1929 con su Golden Arrow, y Campbell alcanzó los 445,472 km/h con un Blue Bird en marzo de 1935. Luego de ese récord, los pilotos comenzaron a utilizar el salar de Bonneville para sus intentos y dejaron de visitar el circuito playero de Daytona.
En marzo de 1936, el piloto Sig Haugdahl organizó una carrera de stock cars en el circuito playero de Daytona. El circuito constaba de dos rectas de aproximadamente 3 km de longitud cada una: la Carretera Estatal de Florida A1A hacia el sur, y la playa hacia el norte; el circuito se recorría en sentido antihorario. El trazado tuvo originalmente una extensión de 5,1 km. En septiembre de 1937, Haugdahl volvió a organizar la carrera, esta vez con ayuda de Bill France Sr. Este comenzó a organizar más carreras durante los próximos años hasta 1941, tras lo cual Estados Unidos ingresó en la Segunda Guerra Mundial.
Luego de concluida la guerra, France volvió a organizar carreras en el circuito playero de Daytona a partir de 1946. En 1949 comenzó a disputarse la NASCAR Strictly Stock, hoy llamada Copa NASCAR, y Daytona recibió la categoría en la segunda fecha de la temporada en julio. La carrera comenzó a disputarse desde entonces, en 1950, en febrero.
Dada la gran cantidad de público, en 1953 decidió trasladar la carrera a un circuito permanente. La playa albergó la última carrera en 1958, y las 500 Millas de Daytona comenzaron a disputarse en 1959 en el Daytona International Speedway, un superóvalo de 2 millas de largo. La playa continuó utilizándose para pruebas de velocidad máxima hasta 1961.